# Deliaesianum queinneci
Deliaesianum queinneci is een keversoort uit de familie van de loopkevers (Carabidae). De wetenschappelijke naam van de soort is voor het eerst geldig gepubliceerd in 1986 door Deuve.